# Lasianthaea
Lasianthaea là một chi thực vật có hoa trong họ Cúc (Asteraceae).

## Loài
Chi Lasianthaea gồm các loài: